# Podunavlje Čelarevo
Pour les articles homonymes, voir Podunavlje.
Podunavlje Čelarevo (code BELEX : PDCL) est une entreprise serbe qui a son siège social à Čelarevo, près de Bačka Palanka, dans la province de Voïvodine. Elle travaille dans le secteur de l'agriculture.
Podunavlje Čelarevo est une filiale de Delta Agrar Beograd qui fait elle-même partie de Delta M, une division du groupe Delta Holding.

## Histoire
Podunavlje Čelarevo a été admise au libre marché de la Bourse de Belgrade le 20 avril 2006.

## Activités
Podunavlje Čelarevo propose notamment du blé et des semences. La société dispose de 23 000 ha de terres destinées aux récoltes ; elle possède également une superficie de 100 ha consacrés à la culture des pommes, de la variété Braeburn, Gala Buckfield et Green Challenger.

## Données boursières
Le 21 juin 2013, l'action de Podunavlje Čelarevo valait 2 700 RSD (23,57 EUR). Elle a connu son cours le plus élevé, soit 13 800 RSD (120,47 EUR), le 18 avril 2007 et son cours le plus bas, soit 2 500 RSD (21,82 EUR), le 5 octobre 2011.
Le capital de Podunavlje Čelarevo est détenu à hauteur de 80,21 % par des entités juridiques, dont 70,01 % par Delta Agrar Beograd et 7,75 % par l'Akcionarski fond Beograd ; les personnes physiques en détiennent 19,78 %.